# جواو بيريرا (سباح)
جواو بيريرا (بالبرتغالية: João Pereira‏) (1 مارس 1905 – 1985) هو سبّاح برازيلي راحل، مثّل بلاده في الألعاب الأولمبية الصيفية 1932.

## روابط خارجية
جواو بيريرا على موقع الاتحاد الدولي للسباحة (الإنجليزية)
- جواو بيريرا على موقع أوليمبيديا (الإنجليزية)